# 越南中部
越南中部（越南语：／）是越南传统的三个地理大区之一，指的是越南的中部地区，中部高原地区（西原）也包括在内。
法属时期，称清化省至平順省之間的省份为中圻。保大帝建立越南帝国后，改称为中部（Trung Bộ），以去除法国殖民统治的色彩。后来越南民主共和国（北越）称之为“中部”，越南国称之为“中越”，越南共和国政权则称之为“中分（Trung Phần）”。越南民主共和国（北越）统一越南之后，官方统一用固有词“Miền Trung（沔中）”来称呼之，并成为最流行的称呼法。
越南中部可以被再划分为北中部、南中部和西原三个地理区域。最大城市是岘港。

## 外部來源
- 越南地輿圖說: 5卷 By 盛慶紱 (1883)